# فريدريك إريكسون
فريدريك إريكسون (بالسويدية: Fredrik Ericsson) هو متسلق جبال تزلج ‏ سويدي، ولد في 14 مارس 1975 في سوندسفال في السويد، وتوفي في 6 أغسطس 2010 في جبل كي 2 في باكستان.